# Ботанічний сад Подільського державного аграрно-технічного університету
Ботані́чний сад Поді́льського держа́вного агра́рно-техні́чного універси́тету — пам'ятка природи, ботанічний сад загальнодержавного значення. Розташований у місті Кам'янець-Подільський Хмельницької області.

## Загальні дані
Площа 17,5 га. Зростає 2,8 тисячі видів і форм. Від 1 липня 1996 року парк є структурною одиницею Подільського державного аграрно-технічного університету (ПДАТУ).

## Розташування

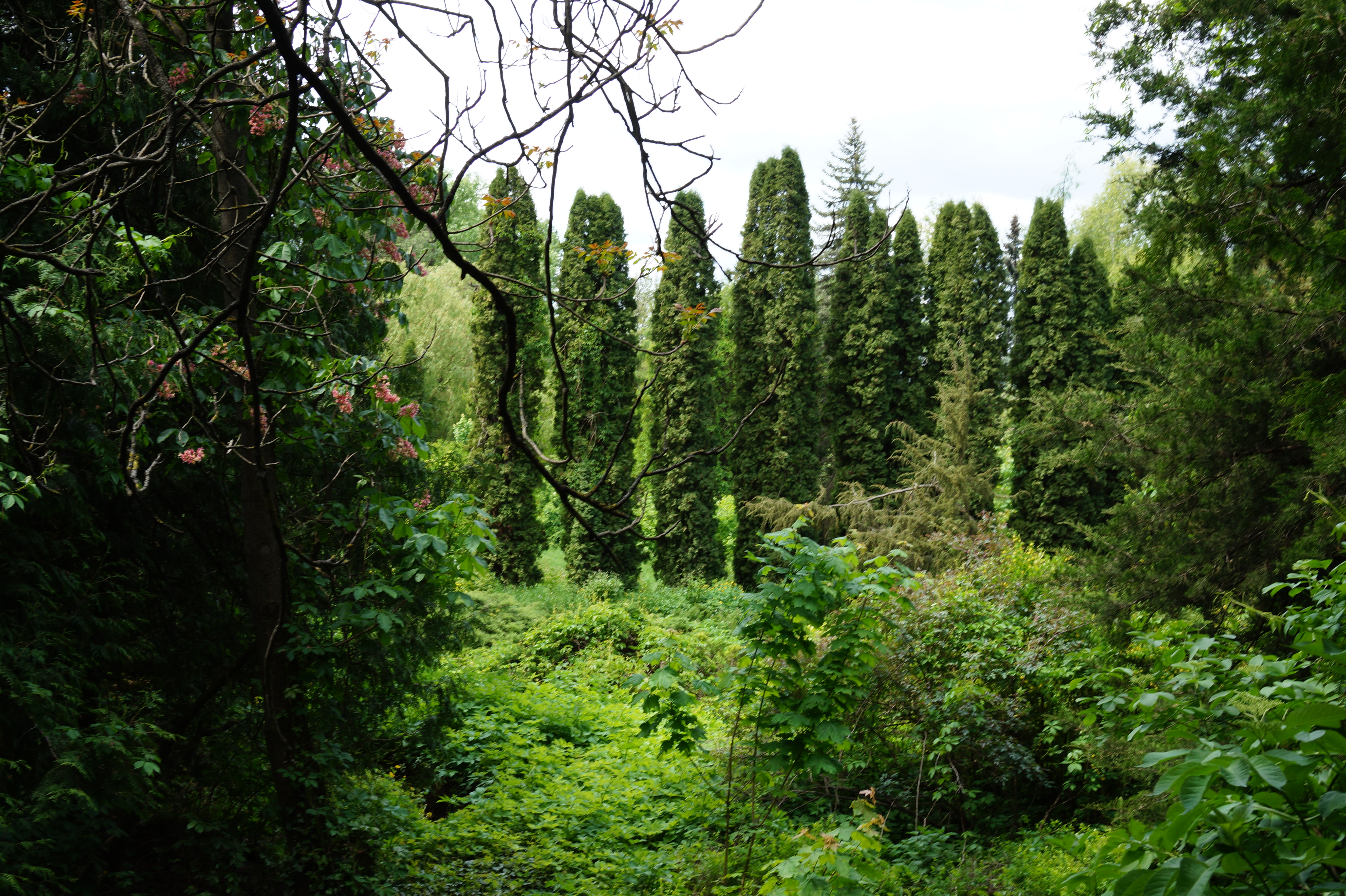
Кам'янець-Подільський ботанічний сад

Парк розташований між вулицями Шевченка (із заходу) та Лесі Українки (зі сходу). Південна частина прилягає до вулиці Годованця (колишня Садова).

## Історія
Виділено в окрему науково-дослідну установу 1 жовтня 1930 року. Пам'ятка природи республіканського значення (від 1963 року), парк-пам'ятка садово-паркового мистецтва (від 1972 року), ботанічний сад загальнодержавного значення (від 1983 року). За станом на 1989 рік був одним із 13-ти державних ботанічних садів України.
Серед директорів — Нестор Гаморак, Ф. Панасюк, Іван Пилипович Чепіжко, Станіслав Михайлович Бехацький, Василь Гурович Ковтун, Антон Архипович Клеванський (1914—26.6.1976), Володимир Станіславович Кримський, нині — Михайло Хомовий.